# Cryptogemma japonica
Cryptogemma japonica é uma espécie de gastrópode do gênero Cryptogemma, pertencente a família Turridae.